# 권영우 (정치인)
권영우(權寧禹, 1942년 3월 1일 ~ 2006년 4월 22일)는 대한민국의 교통기업인이자 국회의원이며 호는 민송(民松)이다. KD운송그룹의 공동 창립자이기도 하다.

## 학력
- 명지대학교 경영학과 졸업(1970년)
- 성균관대학교 경영행정대학원 졸업
- 명지대학교 명예 경영학박사, 서울시립대학교 명예행정학 박사, 충북대학교 명예 교육학 박사

## 생애
1941년 경북도 안동시 풍천 갈전리에서 태어나, 서울 대신고(1960년)와 명지대 경영학과(1970년)를 졸업하였다. 1972년에 대원여객㈜를 창립한 뒤, 1978년 경기고속을 인수하여 선진형 운수사업을 일구었다. 이후 1981년과 1985년 제11·12대 국회의원을 역임하였으며, 국회건설위원장직을 맡았다.
인재양성이 국가의 미래라는 교육철학으로 학교법인 1984년 민송학원과 1987년 대원교육재단을 설립하였다. 1991년에는 위세광명(爲世光明, 세상을 밝게 비추는 인재를 양성함)의 건학이념으로 세명대학교·세명고등학교·성희여자고등학교·대원과학대학 등을 개교하였다.
1986년 세명대학교 부속 제천한방병원을, 2001년 충주한방병원을 개원하였으며 국제퇴계학회 이사장을 역임하기도 했다.
2006년 66세의 나이로 별세하였으며, 다음 해에 국민훈장 무궁화장을 추서받았다. 유택은 세명동산에 있다.

## 경력
- 대원관광개발(주),(주)신안주철, 대원여객, 대원고속, 대원운수, 경기고속, 대원교통 명예회장

- 명지대학교 총동문회장
- 학교법인 대원교육재단 설립자 겸 이사장
- 대전ㆍ충청권발전협의회 대표회원ㆍ한국대학교육협의회 이사
- 세명대학교 총장
- 학교법인 민송학원 이사장
- (주)국제퇴계학회 이사장
- 세명대학교 설립자 겸 명예총장
- 민주정의당 서울 동대문지구당 위원장, 재정위원장, 중앙집행위원
- 국회 올림픽 지원 특별위원ㆍ한일의원연맹 간사ㆍ국회 건설위원장

## 역대 선거 결과
|  | 28.01% |

|  | 30.9% |

|  | 38.22% |

|  | 29.73% |